# Jamiro Monteiro
Jamiro Gregory Monteiro Alvarenga (Rotterdam, 23 november 1993) is een Kaapverdisch-Nederlands voetballer die doorgaans op het middenveld speelt. Monteiro debuteerde in 2016 in het Kaapverdisch voetbalelftal.

## Clubcarrière
Monteiro speelde in de jeugd van Spartaan '20, waar hij debuteerde in het eerste team, en vervolgens een jaar in zowel het eerste zondagteam van de amateurs van Excelsior Rotterdam en het beloftenteam van FC Dordrecht speelde. Via een zaakwaarnemer kwam hij in Duitsland bij Hansa Rostock. Daar trainde hij enkel maar speelde voor satellietclub FC Anker Wismar in de Oberliga NOFV-Nord.
In het seizoen 2014/15 zat hij zonder club. Medio 2015 sloot hij aan bij het beloftenteam van SC Cambuur. Daar werd hij in al snel aan de eerste selectie toegevoegd en ondertekende in oktober een contract. Hij maakte op 19 september 2015 zijn debuut in de thuiswedstrijd tegen FC Twente (0–0), waarin hij in de 61e minuut inviel voor Jack Byrne. Hij maakte zijn eerste doelpunt op 20 december 2015, in een met 1–4 gewonnen wedstrijd uit tegen Excelsior. In mei 2016 degradeerde hij met Cambuur uit de Eredivisie.
Monteiro benutte op 25 januari 2017 de laatste penalty in een beslissende strafschoppenreeks in de kwartfinale van het toernooi om de KNVB beker 2016/17, uit tegen FC Utrecht. Daarmee plaatste Cambuur zich voor het eerst in de clubhistorie voor de halve finale van de KNVB beker. Monteiro kreeg in maart 2017 een Bronzen Stier toegekend, nadat trainers, aanvoerders en supporters van de Eerste divisie-clubs hem verkozen tot beste speler van de derde periode van het seizoen 2016/17.
Monteiro tekende in juni 2017 een contract tot medio 2020 bij Heracles Almelo, de nummer tien van de Eredivisie in het voorgaande seizoen. In zijn verbintenis werd een optie voor nog een seizoen opgenomen. Zijn verblijf bij Heracles bleef niettemin beperkt tot één seizoen. Na een jaar als basisspeler in Almelo tekende hij in juli 2018 een contract bij FC Metz, dat in het voorgaande seizoen degradeerde naar de Ligue 2. Met zijn club promoveerde Monteiro in het seizoen 2018/19 naar de Ligue 1 maar hij kwam zelf weinig aan bod.
Medio 2019 werd hij tot einde van het kalenderjaar verhuurd aan Philadelphia Union dat uitkomt in de Major League Soccer. Die club nam hem in januari 2020 voor 2 miljoen dollar over. In februari 2022 ging hij naar San Jose Earthquakes. Eind 2023 liep zijn contract af. Hij vervolgde zijn loopbaan begin 2024 in Turkije bij Gaziantep FK.

## Carrièrestatistieken
| Seizoen                    | Club                 | Competitie          | Competitie | Competitie | Beker | Beker | Internationaal | Internationaal | Overig | Overig | Totaal | Totaal |
| Seizoen                    | Club                 | Competitie          | Wed.       | Dlp.       | Wed.  | Dlp.  | Wed.           | Dlp.           | Wed.   | Dlp.   | Wed.   | Dlp.   |
| -------------------------- | -------------------- | ------------------- | ---------- | ---------- | ----- | ----- | -------------- | -------------- | ------ | ------ | ------ | ------ |
| 2015/16                    | SC Cambuur           | Eredivisie          | 20         | 2          | 0     | 0     | –              | –              | –      | –      | 20     | 0      |
| 2016/17                    | SC Cambuur           | Eerste divisie      | 36         | 4          | 5     | 2     | –              | –              | 2      | 0      | 43     | 6      |
| 2017/18                    | Heracles Almelo      | Eredivisie          | 34         | 4          | 3     | 1     | –              | –              | –      | –      | 37     | 5      |
| 2018/19                    | FC Metz              | Ligue 2             | 3          | 0          | 4     | 0     | –              | –              | –      | –      | 7      | 0      |
| 2019                       | → Philadelphia Union | Major League Soccer | 26         | 4          | 1     | 0     | –              | –              | 2      | 0      | 29     | 4      |
| 2020                       | Philadelphia Union   | Major League Soccer | 19         | 3          | 0     | 0     | –              | –              | 7      | 1      | 26     | 4      |
| 2021                       | Philadelphia Union   | Major League Soccer | 27         | 2          | 0     | 0     | 5              | 2              | 2      | 0      | 34     | 4      |
| 2022                       | San Jose Earthquakes | Major League Soccer | 31         | 4          | 2     | 0     | –              | –              | –      | –      | 33     | 4      |
| 2023                       | San Jose Earthquakes | Major League Soccer | 28         | 1          | 1     | 0     | –              | –              | 2      | 0      | 31     | 1      |
| 2023/24                    | Gaziantep FK         | Süper Lig           | 13         | 1          | –     | –     | –              | –              | –      | –      | 13     | 1      |
| 2024/25                    | PEC Zwolle           | Eredivisie          | 27         | 2          | 1     | 1     | –              | –              | –      | –      | 28     | 3      |
| Carrière totaal            | Carrière totaal      | Carrière totaal     | 264        | 27         | 17    | 4     | 5              | 2              | 15     | 1      | 301    | 34     |
| Bijgewerkt tot 19 mei 2025 |                      |                     |            |            |       |       |                |                |        |        |        |        |

## Interlandcarrière
Monteiro werd door de bondscoach van het Kaapverdisch voetbalelftal, Felisberto Cardoso, geselecteerd voor een kwalificatiewedstrijd voor de Afrika Cup tegen Marokko op 26 maart 2016. Met Kaapverdië nam hij deel aan het Afrikaans kampioenschap voetbal 2021 en 2023.

## Erelijst
Philadelphia Union
- MLS Supporters' Shield 2020

Individueel
- CONCACAF Champions League Team van het toernooi 2021